# 37

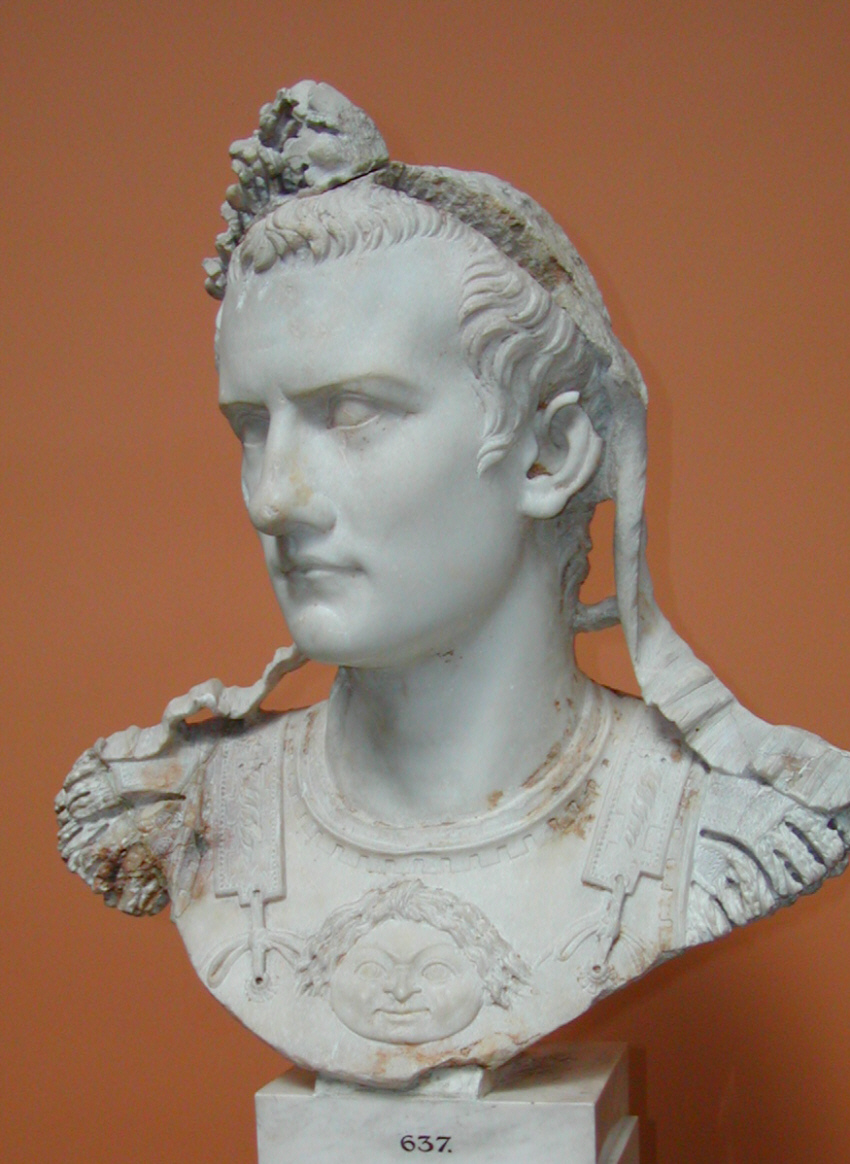
Gaius Caesar Caligula (r. 37-41)

Het jaar 37 is het 37e jaar in de 1e eeuw volgens de christelijke jaartelling.

## Gebeurtenissen

### Italië
- De Senaat verklaart het testament van keizer Tiberius na zijn overlijden ongeldig, op initiatief van Naevius Sutorius Macro, prefect (hoofd) van de pretoriaanse garde.
- 18 maart - Gaius Julius Caesar Augustus Germanicus (Caligula) (r. 37-41) volgt zijn oudoom Tiberius op als princeps en keizer van het Romeinse Keizerrijk.
- Caligula voert belastinghervormingen door, hij organiseert luxueuze gladiatorspelen en wagenrennen voor de inwoners van Rome. Na een regeringsperiode van 6 maanden, krijgt hij een zenuwinzinking, een mogelijke encefalitis (hersenontsteking).
- Caligula vormt een terreurregime en begint zijn eerste hoogverraadprocessen. Mede-erfgenaam Tiberius Gemellus wordt beschuldigd van een samenzwering en gedwongen zelfmoord te plegen.
- December - Caligula lijdt aan grootheidswaanzin, hij voert een oosters hofceremonieel in en zorgt ervoor dat een keizer als god wordt verheerlijkt. De staatsschatkist in de Tempel van Saturnus raakt leeg door spectaculaire bouwprojecten.

### Palestina
- Herodes Agrippa I (r. 37-44) wordt koning over de noordoostelijke gebieden van het Joodse land, Caligula benoemt Herodes tot koning van Chalkis.
- Marullus volgt Marcellus op als zevende praefectus over Judea.

### Parthië
- Artabanus II valt het koninkrijk Armenië binnen. Lucius Vitellius maakt militaire plannen om Parthia te bezetten.
- Artabanus erkent in een vredesverdrag, dat Armenië onder de Romeinse invloedssfeer valt.

## Geboren
- 15 december - Lucius Domitius Ahenobarbus (Nero), keizer van het Romeinse Keizerrijk (overleden 68)
- Flavius Josephus, Joods historicus (overleden 100)

## Overleden
- 1 mei - Antonia de Jongere (73), keizerin en moeder van Claudius
- Lucius Arruntius, Romeins consul en staatsman
- 16 maart - Tiberius (79), princeps en keizer van het Romeinse Keizerrijk
- Tiberius Julius Caesar Nero Gemellus (18), tweelingzoon van Drusus de Jongere